# Sisena batalla de l'Isonzo
La sisena batalla de l'Isonzo també coneguda com la batalla de Gorizia es va lliurar del 4 d'agost al 17 d'agost de 1916 entre els exèrcits d'Itàlia i de l'exèrcit austrohongarès durant la Primera Guerra Mundial.

## Antecedents
El comandant en cap austríac Franz Conrad von Hötzendorf, havia reduït les forces dels austrohongaresos, al llarg del front l'Isonzo per reforçar la seva ofensiva a Trentino - Alto Adige coneguda també com a Strafexpedition. El Cap d'Estat Major italià Luigi Cadorna va usar la xarxa dels ferrocarrils per desplaçar ràpidament les tropes de Trentino novament a la línia de l'Isonzo per a un atac contra les defenses afeblides austrohongareses.

## Batalla

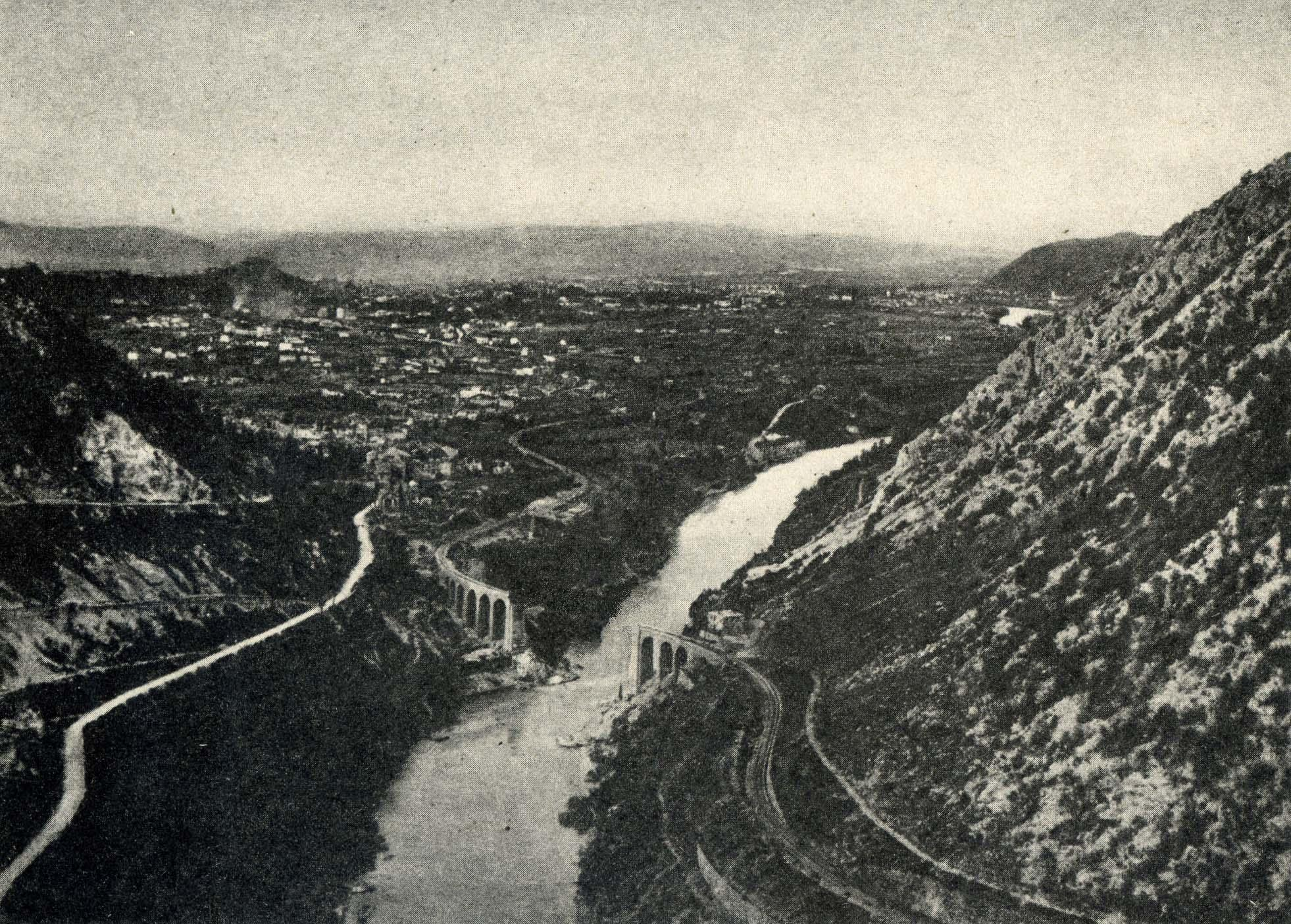
Gorizia i el riu Isonzo

El 6 d'agost es va llançar l'ofensiva sobre Gorizia. Es va concentrar a dues zones: la zona muntanyosa a l'oest del riu Isonzo a la vora de Gorizia i a la part occidental de l'altiplà Carso a prop del municipi Doberdò del Lago. A la batalla de Doberdò, els italians van aconseguir conquerir la carretera principal que va des de la ciutat costanera de Duino a Gorizia, assegurant així el seu avançament des del sud. Les forces austrohongareses van haver de retirar-se de la línia est de Gorizia, deixant als italians la ciutat molt danyada. Cadorna va finalitzar el seu atac el 17 d'agost de 1916.